# Ulf Merbold
Ulf Dietrich Merbold (* 20. června 1941 Greiz, Německo) je německý fyzik a astronaut, který třikrát letěl do vesmíru a stal se tak prvním západoněmeckým občanem ve vesmíru a prvním neameričanem, který letěl na kosmické lodi NASA. Merbold letěl na dvě mise raketoplánu a na ruskou misi na vesmírnou stanici Mir, přičemž při třech výpravách strávil ve vesmíru 49 dní.

## Životopis
Vysokoškolské vzdělání získal pozdější doktor Merbold na univerzitě ve Stuttgartu (Německo), kterou zdárně zakončil roku 1976. V letech 1968– 1978 byl zaměstnancem Max-Planck-Institutu metalurgie. Roku 1978 se dostal do týmu německých astronautů ESA (European Space Agency) jako vědec, výzkumník v oboru fyzika, později absolvoval výcvik u NASA i v Rusku. V období let 1983–1994 absolvoval tři lety do kosmu. Je zdatný radioamatér.

## Lety do vesmíru
Poprvé letěl ve svých 42. letech na raketoplánu Columbia k desetidenní misi a stal se tak 131. kosmonautem Země. Na palubě mise (dle COSPARu 1973-050.A) byla západoevropská laboratoř Spacelab a pět dalších kosmonautů: Owen Garriott, John Young, Robert Parker, Byron Lichtenberg a Brewster Shaw. Start byl z Kennedyho vesmírného střediska na Floridě. Během letu zvládli 70 vědeckých experimentů a s menšími problémy i přistání na základně Edwards.
V lednu 1992 odstartoval z Floridy raketoplán Discovery ke svému 14. letu v misi STS-42. Na jeho palubě bylo sedm kosmonautů: Ronald Grabe, Stephen Oswald, Norman Thagard, David Hilmers, William Readdy , dr. Ulf Merbold (letěl podruhé) a Roberta Bondarová. Tato sestava vědců na oběžné dráze oživila laboratoře Spacelab a Biorack a věnovala se plně různým pokusům. Přistáli na základně Edwards v Kalifornii po osmi dnech letu.
Ve svých 53. letech vzlétl roku 1994 do vesmíru potřetí, tentokrát v ruské kosmické lodi Sojuz TM-20. Stal se členem 17. základní posádky orbitální stanice Mir, kde strávil měsíc. Z Bajkonuru s ním v lodi vzlétli Jelena Kondakovová a Alexandr Viktorenko. Na Miru s nimi zůstala původní směna Valerij Poljakov – Jurij Malenčenko – Talgat Musabajev a celá šestice zde měsíc plnila řadu experimentů i odstraňovala různé závady stanice. Na stanici byl Merbold jako astronaut Evropské vesmírné agentury v rámci programu EuroMir. V kosmické lodi Sojuz TM-19 Merbold s Malenčenkem a Musabajevem odletěli na Zem. Přistáli v Kazachstánu.
- STS-9 Columbia , start 28. listopadu 1983, přistání 8. prosince 1983.
- STS-42 Discovery, start 22. ledna 1992, přistání 30. ledna 1992.
- Sojuz TM-20, Mir, Sojuz TM-19, start 3. října 1994, přistání 4. listopadu 1994